# Chetek
Chetek ist eine Kleinstadt (mit dem Status „City“) im Barron County im US-amerikanischen Bundesstaat Wisconsin. Im Jahr 2010 hatte Chetek 2221 Einwohner.

## Geografie
Chetek liegt im Nordwesten Wisconsins am südwestlichen Ufer des Lake Chetek. An der westlichen Stadtgrenze fließt der Red Cedar River an Chetek vorbei, ein Nebenfluss des in den Mississippi mündenden Chippewa River. Die geografischen Koordinaten von Chetek sind 45°19′07″ nördlicher Breite und 91°39′16″ westlicher Länge. Das Stadtgebiet erstreckt sich über eine Fläche von 8,11 km², die sich auf 6,27 km² Land- und 1,84 km² Wasserfläche verteilen. 
Benachbarte Orte von Chetek sind Weyerhaeuser (30,1 km nordöstlich), New Auburn (15,5 km südöstlich), Dallas (17,1 km südwestlich), Barron (21,2 km nordwestlich) und Cameron (13,9 km in der gleichen Richtung).
Die nächstgelegenen größeren Städte sind Duluth am Oberen See in Minnesota (185 km nördlich), Green Bay am Michigansee (349 km ostsüdöstlich), Eau Claire (67,3 km südlich), Rochester in Minnesota (204 km südsüdwestlich) und Minnesotas größte Stadt Minneapolis (158 km westsüdwestlich).
Die Grenze zu Kanada befindet sich rund 400 km nördlich.

## Verkehr
Der U.S. Highway 53 verläuft in Nordwest-Südost-Richtung entlang der südwestlichen Stadtgrenze von Chetek. Alle weiteren Straßen sind untergeordnete Landstraßen, teils unbefestigte Fahrwege oder innerörtliche Verbindungsstraßen.
Parallel zum US 53 verläuft eine Eisenbahnstrecke der Union Pacific Railroad durch das Stadtzentrum von Chetek.
Mit dem Chetek Municipal-Southworth Airport im südöstlichen Stadtgebiet ein kleiner Flugplatz. Der nächstgelegene Großflughafen ist der Minneapolis-Saint Paul International Airport (171 km westsüdwestlich).

## Bevölkerung
Nach der Volkszählung im Jahr 2010 lebten in Chetek 2221 Menschen in 951 Haushalten. Die Bevölkerungsdichte betrug 354,2 Einwohner pro Quadratkilometer. In den 951 Haushalten lebten statistisch je 2,22 Personen. 
Ethnisch betrachtet setzte sich die Bevölkerung zusammen aus 97,4 Prozent Weißen, 0,2 Prozent Afroamerikanern, 0,4 Prozent amerikanischen Ureinwohnern, 0,3 Prozent Asiaten sowie 0,7 Prozent aus anderen ethnischen Gruppen; 0,9 Prozent stammten von zwei oder mehr Ethnien ab. Unabhängig von der ethnischen Zugehörigkeit waren 1,8 Prozent der Bevölkerung spanischer oder lateinamerikanischer Abstammung. 
21,1 Prozent der Bevölkerung waren unter 18 Jahre alt, 53,9 Prozent waren zwischen 18 und 64 und 25,0 Prozent waren 65 Jahre oder älter. 54,1 Prozent der Bevölkerung war weiblich.

Das mittlere jährliche Einkommen eines Haushalts lag bei 32.574 USD. Das Pro-Kopf-Einkommen betrug 17.349 USD. 17,3 Prozent der Einwohner lebten unterhalb der Armutsgrenze.